# Johann Emanuel Grob
Johann Emanuel Grob (* 19. Juni 1834 in Rorbas; † 8. Oktober 1909 in Winterthur), heimatberechtigt in Zürich, war ein Schweizer reformierter Geistlicher und Politiker der Demokratischen Partei (DP), der unter anderem von 1882 bis 1901 Regierungsrat sowie drei Mal (1885/86, 1892/93, 1897/98) Präsident des Regierungsrates des Kantons Zürich war.

## Leben
Johann Emanuel Grob, Sohn des Pfarrers Hans Kaspar Grob (1800–1865), begann nach dem Besuch des Gymnasiums in Zürich 1852 ein Studium der Theologie an der Universität Basel, welches er von 1854 bis 1855 an der Universität Zürich fortsetzte. Nach seiner 1855 erfolgten Ordination zum reformierten Geistlichen wirkte er zwischen 1856 und 1858 als Vikar in Hinwil sowie von 1858 bis 1882 als Pfarrer in Hedingen. Daneben gehörte er 1868 zu den Mitbegründern des «Freien Aemtler», dessen Redaktor er von 1868 bis 1870 war. Er übernahm ab den 1860er Jahren verschiedene Ämter in den Gemeinnützigen Gesellschaften des Bezirks, des Kantons und der Schweiz. Mitte der 1860er Jahre löste er sich von der orthodoxen Richtung und schloss sich politisch der Demokratischen Partei (DP) an.
1866 wurde Grob Mitglied des Grossrates, des damaligen Parlaments des Kantons Zürich, und gehörte diesem bis 1869 an. Im Anschluss war er von 1869 bis 1872 sowie erneut zwischen 1875 und 1882 Mitglied des in Kantonsrat umbenannten Kantonsparlaments. 1882 wurde er Regierungsrat und bekleidete dieses Amt bis 1901. Er war als Mitglied der Kantonsregierung von 1882 bis 1888 Regierungsrat für Erziehung, zwischen 1888 und 1893 Regierungsrat für das Sanitätswesen, von 1892 bis 1899 erneut Regierungsrat für Erziehung sowie schliesslich von 1899 bis 1901 Regierungsrat für Inneres. Während seiner fast zwanzigjährigen Mitgliedschaft im Regierungsrat bekleidete er drei Mal das Amt des Präsidenten des Regierungsrates des Kantons Zürich. Als Nachfolger von Johannes Stössel war er von 1885 bis 1886 erstmals Präsident und wurde daraufhin von Johannes Eschmann abgelöst. 1892 übernahm er von Johannes Eschmann zum zweiten Mal den Posten des Regierungspräsidenten und bekleidete dieses Amt bis zu seiner Ablösung durch Heinrich Nägeli 1893. Als Nachfolger von Albert Locher fungierte er zwischen 1897 und seiner Ablösung durch Heinrich Nägeli 1898 zum dritten Mal als Präsident des Regierungsrates des Kantons Zürich. Er war zugleich Kirchenrat und fungierte nach seinem Ausscheiden aus dem Regierungsrat von 1901 bis zu seinem Tode 1909 als Spitalverwalter in Winterthur.
Johann Emanuel Grob war zwei Mal verheiratet. 1860 heiratete er Maria Elisabetha Waldner, Tochter des Bandfabrikanten Heinrich Waldner. 1889 schloss er die Ehe mit Maria Johanna Dorer, Tochter des Xaver Dorer.

## Hintergrundliteratur
- Stefan G. Schmid: Die Zürcher Kantonsregierung seit 1803. 2003.